# Argentyt
Argentyt (łac. argentum ‘srebro’) – rzadki minerał z grupy siarczków, rozpowszechniony tylko w niektórych rejonach Ziemi.

## Właściwości
Tworzy kryształy mające postać sześcianów, ośmiościanów i ich kombinacji. Występuje w skupieniach ziarnistych, skrytokrystalicznych i dendrycznych. Często tworzy wrostki w innych minerałach (takich jak: galena, piryt). Jest trwały, poniżej 179 °C przechodzi w modyfikację jednoskośną (akantyt). Jest izostrukturalny z kuprytem.
Jest kowalny, ciągliwy, strugalny – doskonale daje się kroić nożem – i plastyczny. Często zawiera domieszki miedzi, ołowiu, żelaza, antymonu.

## Występowanie
Spotykany w srebronośnych żyłach hydrotermalnych (niskotemperaturowych). Znany jest też ze stref wietrzejących złóż kruszcowych.
Miejsca występowania: Niemcy (Saksonia, Harz, Rudawy), USA (Nevada), Meksyk i Czechy (Jachymov), Norwegia, Wielka Brytania (Kornwalia), Peru, Chile.
W Polsce stanowi pospolity składnik wielu srebronośnych żył hydrotermalnych na Dolnym Śląsku. Występuje też w okolicach Lubina w łupkach miedzionośnych.

## Zastosowanie
Jest najważniejszą rudą srebra (zawiera 87% Ag). Minerał bardzo poszukiwany i wysoko ceniony przez kolekcjonerów. Dobrze wykształcone kryształy osiągają wagę do 4 kg (pochodzenie: Niemcy).
Ponieważ był od starożytności wydobywany, aktualnie większość jego złóż jest wyeksploatowana.